# Power Rangers: Dino Charge
A műsor 2 évadot élt meg 44 epizóddal. 2015. február 7-től 2016. december 25-ig ment. Amerikában eredetileg a Nickelodeon vetítette, Magyar bemutató ismeretlen.
A Netflix-en is látható sajnos még Magyar szinkronosan nincs fent és nem elérhető Magyarországon.

## Szereplők

### Főszereplő (Dino Charge csapat)
| Szerep                                         | Színész            | Magyar hang |
| ---------------------------------------------- | ------------------ | ----------- |
| Tyler Navarro / Vörös Dino Charge Ranger       | Brennan Mejia      | ?           |
| Chase Randall / Fekete Dino Charge Ranger      | James Davies       | ?           |
| Koda / Kék Dino Charge Ranger                  | Yoshi Sudarso      | ?           |
| Riley Griffin / Zöld Dino Charge Ranger        | Michael Taber      | ?           |
| Shelby Watkins / Rózsaszín Dino Charge Ranger  | Camille Hyde       | ?           |
| Sir Ivan of Zandar / Arany Dino Charge Ranger  | Davi Santos        | ?           |
| Prince Phillip III / Grafit Dino Charge Ranger | Jarred Blakiston   | ?           |
| Albert Smith / Lila Dino Charge Ranger         | Arthur Ranford     | ?           |
| Kendall Morgan / Lila Dino Charge Ranger II    | Claire Blackwelder | ?           |

### Főszereplő (Dino Super Charge csapat)
| Szerep                                               | Színész            | Magyar hang |
| ---------------------------------------------------- | ------------------ | ----------- |
| Tyler Navarro / Vörös Dino Super Charge Ranger       | Brennan Mejia      | ?           |
| Chase Randall / Fekete Dino Super Charge Ranger      | James Davies       | ?           |
| Koda / Kék Dino Super Charge Ranger                  | Yoshi Sudarso      | ?           |
| Riley Griffin / Zöld Dino Super Charge Ranger        | Michael Taber      | ?           |
| Shelby Watkins / Rózsaszín Dino Super Charge Ranger  | Camille Hyde       | ?           |
| Sir Ivan of Zandar / Arany Dino Super Charge Ranger  | Davi Santos        | ?           |
| James Navarro / Aqua Dino Super Charge Ranger        | Reuben Turner      | ?           |
| Prince Phillip III / Grafit Dino Super Charge Ranger | Jarred Blakiston   | ?           |
| Kendall Morgan / Lila Dino Super Charge Ranger       | Claire Blackwelder | ?           |
| Zenowing / Ezüst Dino Super Charge Ranger            | Alistair Browning  | ?           |

### Mellékszereplők (Dino Charge)
| Szerep        | Színész          | Magyar hang |
| ------------- | ---------------- | ----------- |
| Keeper        | Richard Simpson  | ?           |
| Dr. Runga     | Kirk Torrance    | ?           |
| Santa Claus   | John Sumner      | ?           |
| Moana         | Patricia Vichman | ?           |
| Mrs. Randall  | Beth Kayes       | ?           |
| Chloe Randall | Mila Simons      | ?           |
| Mrs. Griffin  | Toni Potter      | ?           |
| Matt Griffin  | Alexander Walker | ?           |
| Prince Colin  | Joshua Masterton | ?           |
| Peter         | Levi Guyan       | ?           |
| Taku          | Myles Soa        | ?           |

### Mellékszereplők (Dino Super Charge)
| Szerep       | Színész          | Magyar hang |
| ------------ | ---------------- | ----------- |
| Keeper       | Richard Simpson  | ?           |
| Heckyl       | Ryan Carter      | ?           |
| Mr. Watkins  | James Gaylyn     | ?           |
| Burt         | Simon Mead       | ?           |
| Kaylee       | Elizabeth Dowden | ?           |
| Rusty        | Arlo McDiarmid   | ?           |
| Matt Griffin | Alexander Walker | -           |
| G-Ma Betty   | Ilona Rodgers    | ?           |
| Zach         | Davi Santos      | ?           |

### Gonosztevők (Dino Charge)
| Szerep    | Színész           | Magyar hang |
| --------- | ----------------- | ----------- |
| Sledge    | Adam Gardiner     | ?           |
| Poisandra | Jackie Clarke     | ?           |
| Fury      | Paul Harrop       | ?           |
| Wrench    | Estevez Gillespie | ?           |
| Curio     | Estevez Gillespie | ?           |

### Gonosztevők (Dino Super Charge)
| Szerep                                           | Színész                     | Magyar hang |
| ------------------------------------------------ | --------------------------- | ----------- |
| Heckyl / Snide (összeolvadva)                    | Ryan Carter Campbell Cooley | ?           |
| Heckyl                                           | Ryan Carter                 | ?           |
| Snide                                            | Campbell Cooley             | ?           |
| Lord Arcanon / Végső Forma                       | Andy Grainger               | ?           |
| Sledge                                           | Adam Gardiner               | ?           |
| Poisandra                                        | Jackie Clarke               | ?           |
| Fury                                             | Paul Harrop                 | ?           |
| Wrench                                           | Estevez Gillespie           | ?           |
| Curio                                            | Estevez Gillespie           | ?           |
| Singe                                            | Mark Mitchinson             | ?           |
| Doomwing / Gonosz Ezüst Dino Super Charge Ranger | Mark Wright                 | ?           |

## Magyar változat
A szinkront az ? készítette.
- Magyar szöveg:
- Vágó:
- Hangmérnök:
- Operatív vezető:
- Szinkronrendező:
- Produkciós vezető:

További magyar hangok:

## Évados áttekintés
| Évad | Évad | Részek száma | Részek száma | Eredeti sugárzás | Eredeti sugárzás   | Eredeti adó | Magyar sugárzás | Magyar sugárzás | Magyar adó |
| Évad | Évad | Részek száma | Részek száma | Évadbemutató     | Évadzáró           | Eredeti adó | Évadbemutató    | Évadzáró        | Magyar adó |
| ---- | ---- | ------------ | ------------ | ---------------- | ------------------ | ----------- | --------------- | --------------- | ---------- |
|      | 1.   | 22           | 22           | 2015. február 7. | 2015. december 12. | Nickelodeon | n. a.           | n. a.           | n. a.      |
|      | 2.   | 22           | 22           | 2016. január 30. | 2016. december 10. | Nickelodeon | n. a.           | n. a.           | n. a.      |

## Epizódok

#### Power Rangers: Dino Charge (22.évad 2015)
| Sor. | Év. | Cím                              | Rendező         | Író                                         | Premier              | Nézettség   |
| ---- | --- | -------------------------------- | --------------- | ------------------------------------------- | -------------------- | ----------- |
| 788. | 1.  | "Powers from the Past"           | Jonathan Brough | Chip Lynn                                   | 2015. február 7.     | 1,93 millió |
| 789. | 2.  | "Past, Present and Fusion"       | Jonathan Brough | Chip Lynn                                   | 2015. február 14.    | 1,38 millió |
| 790. | 3.  | "A Fool's Hour"                  | Charlie Haskell | Chip Lynn                                   | 2015. február 21.    | 1,53 millió |
| 791. | 4.  | "Return of the Caveman"          | Charlie Haskell | Chip Lynn                                   | 2015. február 28.    | 1,92 millió |
| 792. | 5.  | "Breaking Black"                 | Charlie Haskell | Jeffrey Newman, Peter Wiseman & Chip Lynn   | 2015. március 7.     | 1,50 millió |
| 793. | 6.  | "The Tooth Hurts"                | Mike Smith      | Jeffrey Newman, Peter Wiseman & Chip Lynn   | 2015. március 14.    | 1,29 millió |
| 794. | 7.  | "Let Sleeping Zords Lie"         | Mike Smith      | Chip Lynn                                   | 2015. március 21.    | 2,01 millió |
| 795. | 8.  | "Double Ranger, Double Danger"   | Mike Smith      | Peter Wiseman, Tanya M. Wheeler & Chip Lynn | 2015. április 4.     | 1,48 millió |
| 796. | 9.  | "When Logic Fails"               | Charlie Haskell | Chip Lynn                                   | 2015. augusztus 22.  | 1,59 millió |
| 797. | 10. | "The Royal Rangers"              | Charlie Haskell | Chip Lynn                                   | 2015. augusztus 29.  | 1,69 millió |
| 798. | 11. | "Break Out"                      | Charlie Haskell | Chip Lynn                                   | 2015. szeptember 12. | 1,41 millió |
| 799. | 12. | "Knight After Knights"           | Peter Salmon    | Jeffrey Newman & Chip Lynn                  | 2015. szeptember 19. | 1,37 millió |
| 800. | 13. | "Sync or Swim"                   | Peter Salmon    | Chip Lynn & James W. Bates                  | 2015. október 3.     | 1,01 millió |
| 801. | 14. | "True Black"                     | Peter Salmon    | Chip Lynn & Mark Litton                     | 2015. október 10.    | 1,34 millió |
| 802. | 15. | "The Ghostest With the Mostest"  | Charlie Haskell | Chip Lynn & Mark Litton                     | 2015. október 17.    | 1,07 millió |
| 803. | 16. | Rise of a Ranger"                | Mike Smith      | Chip Lynn & Mark Litton                     | 2015. október 24.    | 1,11 millió |
| 804. | 17. | No Matter How You Slice It"      | Mike Smith      | Chip Lynn & Jeffrey Newman                  | 2015. november 7.    | 1,13 millió |
| 805. | 18. | "World Famous! (in New Zealand)" | Mike Smith      | Chip Lynn & Becca Barnes                    | 2015. november 14.   | 1,06 millió |
| 806. | 19. | "Deep Down Under"                | Peter Salmon    | Chip Lynn & Becca Barnes                    | 2015. november 21.   | 1,50 millió |
| 807. | 20. | "Wishing for a Hero"             | Peter Salmon    | Chip Lynn                                   | 2015. november 28.   | 1,17 millió |
| 808. | 21. | "Race to Rescue Christmas"       | Charlie Haskell | Chip Lynn & Mark Litton                     | 2015. december 5.    | 1,12 millió |
| 809. | 22. | "One More Energem"               | Peter Salmon    | Chip Lynn & Becca Barnes                    | 2015. december 12.   | 1,30 millió |

#### Power Rangers: Dino Super Charge (23.évad 2016)
| Sor. | Év. | Cím                        | Rendező         | Író                                               | Premier              | Nézettség   |
| ---- | --- | -------------------------- | --------------- | ------------------------------------------------- | -------------------- | ----------- |
| 810. | 1.  | "When Evil Stirs"          | Peter Burger    | Chip Lynn & Becca Barnes                          | 2016. január 30.     | 1,34 millió |
| 811. | 2.  | "Forgive and Forget"       | Peter Burger    | Chip Lynn, Becca Barnes, & Alwyn Dale             | 2016. február 6.     | 1,20 millió |
| 812. | 3.  | "Nightmare in Amber Beach" | Peter Burger    | Chip Lynn, Becca Barnes, & Alwyn Dale             | 2016. február 13.    | 1,37 millió |
| 813. | 4.  | "A Date with Danger"       | Karl Zwicky     | Chip Lynn & Marc Handler                          | 2016. február 20.    | 1,19 millió |
| 814. | 5.  | "Roar of the Red Ranger"   | Karl Zwicky     | Chip Lynn, Becca Barnes, & Alwyn Dale             | 2016. február 27.    | 1,27 millió |
| 815. | 6.  | "Forged Under Fire"        | Karl Zwicky     | Chip Lynn, Ann Austen, Becca Barnes, & Alwyn Dale | 2016. március 5.     | 1,78 millió |
| 816. | 7.  | "Home Run Koda"            | Michael Duignan | Chip Lynn & Becca Barnes                          | 2016. március 19.    | 1,50 millió |
| 817. | 8.  | "Riches and Rags"          | Michael Duignan | Chip Lynn, Becca Barnes, & Alwyn Dale             | 2016. március 26.    | 1,38 millió |
| 818. | 9.  | "Besties 4Eva"             | Michael Duignan | Becca Barnes & Alwyn Dale                         | 2016. augusztus 20.  | 1,23 millió |
| 819. | 10. | "Gone Fishin"              | Michael Duignan | Alwyn Dale, Becca Barnes, & Chip Lynn             | 2016. augusztus 27.  | 1,44 millió |
| 820. | 11. | "Love at First Fight"      | Peter Burger    | Chip Lynn, Ann Austen, & Becca Barnes             | 2016. szeptember 3.  | 1,42 millió |
| 821. | 12. | "Catching Some Rays"       | Peter Burger    | Becca Barnes, Alwyn Dale, & David McDermott       | 2016. szeptember 10. | 1,40 millió |
| 822. | 13. | "Recipe for Disaster"      | Peter Burger    | Chip Lynn, Becca Barnes & Alwyn Dale              | 2016. szeptember 24. | 1,41 millió |
| 823. | 14. | "Silver Secret"            | Ric Pellizzeri  | Chip Lynn, Becca Barnes, & Alwyn Dale             | 2016. október 1.     | 1,62 millió |
| 824. | 15. | "Trick or Trial"           | Michael Duignan | Becca Barnes, Alwyn Dale, & Chip Lynn             | 2016. október 8.     | 1,33 millió |
| 825. | 16. | "Wings of Danger"          | Ric Pellizzeri  | Becca Barnes, Alwyn Dale, & Chip Lynn             | 2016. október 15.    | 1,06 millió |
| 826. | 17. | "Freaky Fightday"          | Ric Pellizzeri  | Alwyn Dale, Becca Barnes, & Chip Lynn             | 2016. október 22.    | 1,34 millió |
| 827. | 18. | "Worgworld"                | Michael Duignan | Becca Barnes, Alwyn Dale, & Chip Lynn             | 2016. október 29.    | 1,51 millió |
| 828. | 19. | "The Rangers Rock"         | Michael Duignan | Becca Barnes, Alwyn Dale, & Chip Lynn             | 2016. november 5.    | 1,38 millió |
| 829. | 20. | "Edge of Extinction"       | Britta Hawkins  | Becca Barnes, Alwyn Dale, & Chip Lynn             | 2016. november 12.   | 1,42 millió |
| 830. | 21. | "End of Extinction"        | Britta Hawkins  | Becca Barnes, Alwyn Dale, & Chip Lynn             | 2016. november 19.   | 1,54 millió |
| 831. | 22. | "Here Comes Heximas"       | Michael Duignan | Becca Barnes, Alwyn Dale, & Chip Lynn             | 2016. december 10.   | 1,69 millió |